# Aranđelovac
Aranđelovac (serbisk kyrilliska: Аранђеловац) är en stad och kommun belägen i det geografiska området Šumadija i centrala Serbien, 76 km söder om huvudstaden Belgrad.
Staden är bland annat känd för Bukovička Banja, ett område med parker och spa, samt för mineralvattnet Knjaz Miloš.

## Namn
Staden har fått namn efter en kyrka som ligger i byn Vrbica utanför Aranđelovac och som är tillägnad ärkeängeln Gabriel (Aranđelovac - ärkeängelns stad).

## Historik
Staden är relativt ung. Bukovik nämns för första gången på 1400-talet, Vrbica först 1718. Dessa två byar förenades på 1800-talet och fick namnet Aranđelovac.
6 km från Aranđelovac ligger Orašac, platsen där det första serbiska upproret mot Osmanska riket hade sitt ursprung 1804.

## Demografi
Enligt folkräkningen från 2002 har staden 24 309 invånare, medan kommunen har 48 129 .

### Stadens befolkningsutveckling
- 1948: 4 278
- 1953: 6 368
- 1961: 9 837
- 1971: 15 545
- 1981: 21 379
- 1991: 23 153
- 2002: 24 309

## Orter i kommunen
| - Aranđelovac (Аранђеловац) - Banja (Бања) - Bosuta (Босута) - Brezovac (Брезовац) - Bukovik (Буковик) - Venčane (Венчане) - Vrbica (Врбица) - Vukosavci (Вукосавци) - Garaši (Гараши) - Gornja Trešnjevica (Горња Трешњевица) | - Jelovik (Јеловик) - Kopljare (Копљаре) - Misača (Мисача) - Orašac (Орашац) - Darosava (Даросава) - Progoreoci (Прогореоци) - Ranilović (Раниловић) - Stojnik (Стојник) - Tulež (Тулеж) |

## Turism
- Den största turistattraktionen är sparesorten Bukovička Banja.
- Staden har en av Serbiens största utomhusvattenparker.
- Den serbiska vinrutten går via Arandjelovac och flera vingårdar kan ses på kullarna runt om staden.
- Strax utanför staden ligger den neolitiska grottan Risovačka och på stadsmuseet kan man se många arkeologiska föremål funna i grottan.
- 10 km från staden ligger sjön Garaši som omfattar 65 ha, en populär utflyktsplats.

## Bilder

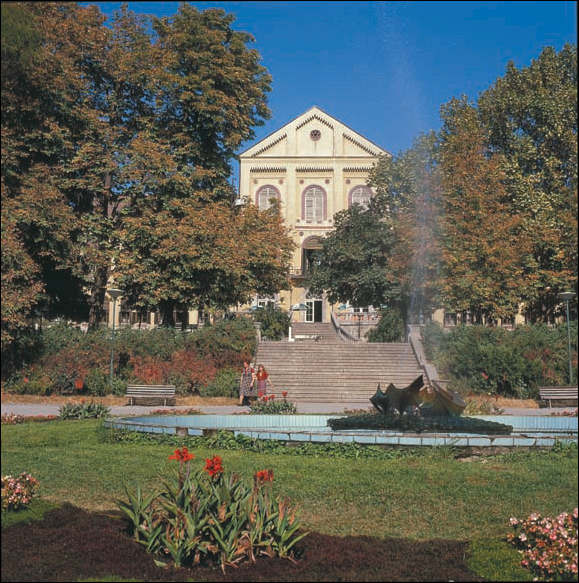
Bukovička Banja.
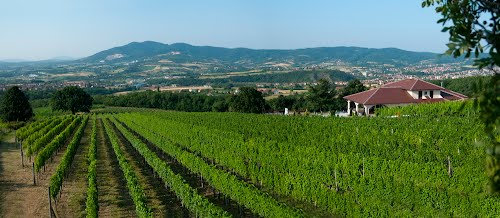
Vingårdar utanför Arandjelovac.